# Lionel Hampton
Lionel Leo Hampton (Louisville, Kentucky, 1908. április 20.  –  New York, 2002. augusztus 31.) amerikai vibrafonos, zongorista, ütős, zenekarvezető, dzsesszzenész.

## Pályafutása
Dolgozott Louis Armstrong, Benny Goodman, Buddy Rich, Charlie Parker, Charles Mingus, Quincy Jones és mások partnereként. 1992-ben  beiktatták az Alabama Jazz Hall of Fame, 1996-ban megkapta a National Medal of Arts kitüntetést.
A könnyűzene igazi sztárja volt. A szving-korszakban rendkívül népszerű lett részben Benny Goodman együtteseiben, részben saját big bandjével, valamint saját kisegyütteseivel is. Az 50-es, 60-as, 70-es években valóságos dzsesszcirkuszt működtetett, a rhythm and bluestól a szvingig mindent csinált, ami hatásos.

## Diszkográfia
(Válogatás)
- 1945: All-American Award Concert at Carnegie Hall [live], Decca
- 1947: Lionel Hampton with the Just Jazz All Stars [live], GNP
- 1947: The original stardust, Decca
- 1950: Moonglow, Decca
- 1951: The Blues ain't news to me, Verve
- 1953: The King of the vibes, Clef
- 1953: The Lionel Hampton Quartet, Clef
- 1953: Rockin' and Groovin' , Blue Note
- 1954: Hamp's big four, Clef
- 1954: Swingin' with Hamp, Clef
- 1954: Hot Mallets, RCA
- 1955: Hamp and Getz, Verve
- 1955: The Tatum Group Masterpieces Vol. 5, Pablo
- 1956: Hamp in Hi Fi, Harmony
- 1967: Newport uproar, RCA
- 1978: As time goes by, Sonet
- 1982: Lionel Hampton introduces in the Boogie Woogie Album, Vagabond

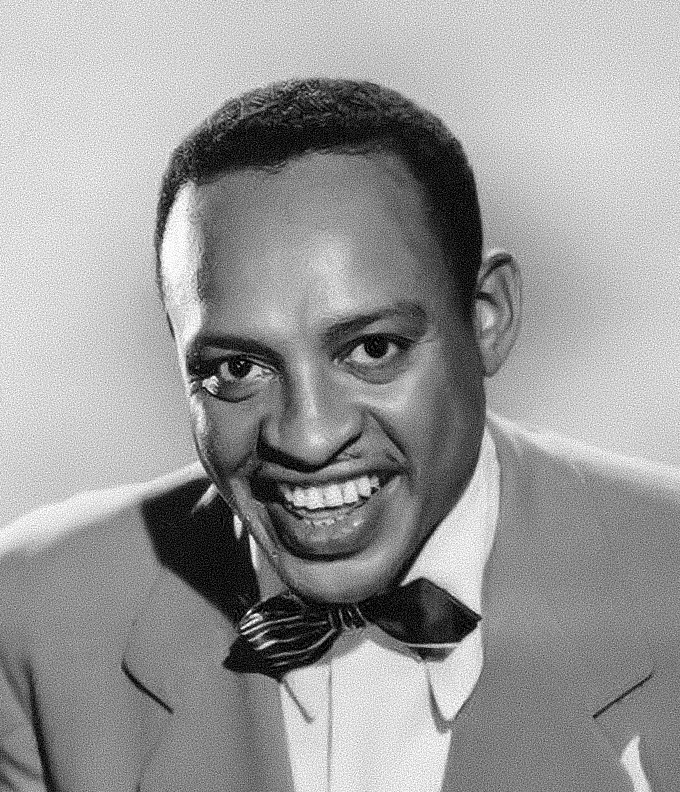

- 1983: Air mail special, Clef
- 2001: Ring dem vibes, Verve